# 이가정
이가정(伊賀町)은 미에현 아야마군에 설치되었던 정이다. 
2004년 11월 1일에 우에노시, 아야마군 아야마정, 시마가하라촌, 오야마다촌, 나가군 아오야마정과 합병해 이가시가 되었기 때문에 소멸했다.

## 역사
- 1959년 3월 20일 - 쓰게정, 가스가촌이 합병해 성립하였다.
- 2004년 11월 1일 - 우에노시, 아야마군 아야마정, 시마가하라촌, 오야마다촌, 나가군 아오야마정과 합병해 이가시가 되었다. 동일 이가정은 폐지되었다.

## 교통

### 철도
- 서일본 여객철도
  - 간사이 본선

### 도로
- 국도 25호선